# Municipio de Benton (condado de Franklin)
El municipio de Benton (en inglés: Benton Township) es un municipio ubicado en el condado de Franklin en el estado estadounidense de Illinois. En el año 2010 tenía una población de 8972 habitantes y una densidad poblacional de 94,35 personas por km².

## Geografía
El municipio de Benton se encuentra ubicado en las coordenadas 37°59′48″N 88°52′12″O / 37.99667, -88.87000. Según la Oficina del Censo de los Estados Unidos, el municipio tiene una superficie total de 95.1 km², de la cual 93,56 km² corresponden a tierra firme y (1,62 %) 1,54 km² es agua.

## Demografía
Según el censo de 2010, había 8972 personas residiendo en el municipio de Benton. La densidad de población era de 94,35 hab./km². De los 8972 habitantes, el municipio de Benton estaba compuesto por el 97,76 % blancos, el 0,36 % eran afroamericanos, el 0,25 % eran amerindios, el 0,31 % eran asiáticos, el 0,23 % eran de otras razas y el 1,09 % eran de una mezcla de razas. Del total de la población el 1,06 % eran hispanos o latinos de cualquier raza.